# Rostislav Brzobohatý
Rostislav Brzobohatý (* 1938) je český geolog, paleontolog, historik a vysokoškolský pedagog, v letech 1997 až 2000 děkan Přírodovědecké fakulty Masarykovy univerzity (PřF MU). 
V roce 1997 se stal děkanem PřF MU, když ve funkci nahradil dosavadního děkana Jaroslava Jonase. Ve funkci setrval do roku 2000, když se jeho nástupcem stal Jan Slovák. V roce 2008 mu byla udělena Zlatá medaile MU. Byl členem Sokola, konkrétně TJ Sokol Brno-Líšeň. Na PřF MU působil v závěru kariéry na Ústavu geologických věd jako emeritní profesor, kde se zaměřoval na geologii a palentologii. Ve volném čase se zabýval dějinami se zaměřením na dějiny sokolského hnutí.